# 安陆站
安陆站，位于中华人民共和国湖北省孝感市安陆市府城街道，是汉丹铁路上的火车站，建于1962年，由武汉铁路局管辖。

## 歷史
- 建于1962年。

## 外部連結
- 中国铁路客户服务中心（页面存档备份，存于）